# Фелисијано Ривиља
Фелисијано Муњоз Ривиља (21. август 1936 — 6. новембар 2017) био је шпански фудбалер који је играо као десни бек.
Провео је већи део своје 16-годишње сениорске каријере у Атлетико Мадриду, одигравши 356 такмичарских утакмица и постигавши седам голова. Са тим клубом је освојио издање Ла Лигу 1965–66.
Шпански интернационалац 60-их, Ривиља је представљао државу на два светска купа и европском првенству 1964. године.

## Смрт и лични живот
Ривиља је умро 6. новембра 2017. у 81. години у Мадриду.
Његов унук, Алваро Муњоз, играо је професионалну кошарку.